# Thyra Quensel
Thyra Ingeborg Quensel, född Key 1 april 1871 i Stockholm, död 6 januari 1955 i Uppsala, var en svensk rösträttsmotståndare som tillsammans med Anna Söderblom och Lina Ribbing var med och anordnade det stora antirösträttsmötet 1912 i Uppsala.
Under mötet, som väckte stor medial uppståndelse men framförallt ledde till fler medlemmar för Landsföreningen för kvinnans politiska rösträtt, anförde hon att hon inte trodde att genomsnittskvinnan kunde dela rollen som husmoder med det politiska livet, samt att hemmet måste vara fridlyst från alla politiska stridigheter. Hon tillhörde en grupp kvinnor, jämte bland annat Lina Ribbing, som umgicks nära Anna Söderblom, och som för första gången trädde fram i det politiska rampljuset i samband med antirösträttsmötet.
Thyra Quensel var gift med Ulrik Quensel, professor i patologi och allmän hälsolära vid Uppsala universitet, och dotter till Axel Key, professor i patologisk anatomi vid Karolinska Institutet. Hon hjälpte sin make i hans författande, och grundade därtill Stiftelsen Andreas Ands minne tillsammans med Anna Söderblom.